# Efebos de Pedro Abad
Los efebos de Pedro Abad son dos esculturas romanas conocidas como Efebo Apolíneo y Efebo Dionisiaco halladas en el municipio español de Pedro Abad, en la provincia de Córdoba, Andalucía. Fueron realizados durante época altoimperial, durante los siglos I y II después de Cristo, y solían imitar a los originales griegos que empezaron a realizarse en torno al siglo V antes de Cristo. Incluyendo estas esculturas, actualmente solamente se conocen ocho efebos en el mundo que tuvieran la misma función en la villa romana, existiendo en Andalucía también el Efebo de Antequera. Los efebos se solían ubicar en el triclinio de la casa como si fueran sirvientes mudos, a menudo sujetando candelabros u otros objetos.
El Efebo Apolíneo tiene una altura de 1,4 metros y pesa 48 kilogramos (sin contabilizar base, ni estructura interna para estabilización y museización), mientras que el Efebo Dionisiaco tiene una altura de 1,22 metros y pesa 31 kilogramos. Ambos fueron declarados bien de interés cultural el 20 de mayo de 2019.

## Incautación y restauración
Las piezas fueron interceptadas por primera vez por la policía en 2012, siguiendo los pasos de un vecino de Pedro Abad que intentaba venderlas en el mercado negro por 6 millones de euros a un intermediario italiano, que a su vez se lo vendería a un jeque de Catar. La compra ilegal pareció interrumpirse, por lo que la policía tuvo que actuar antes de tiempo y registró la finca El Palancar en Pedro Abad el 21 de agosto de 2012, donde halló ambas esculturas romanas. Posteriormente, ambas piezas fueron trasladadas al Museo Arqueológico de Córdoba, aunque no se expusieron a falta de su restauración.Según las primeras investigaciones, los efebos romanos procederían de una villa romana próxima a la ciudad de Salici Martialium, identificada con el yacimiento de Alcurrucén, en el actual municipio de Pedro Abad.
En 2020 las piezas fueron trasladadas a la sede del Instituto Andaluz del Patrimonio Histórico en Sevilla, donde dirigidos por la conservadora especialista Constanza Rodríguez, se comenzó un proceso de investigación que duró un par de años. En 2022, tras estos estudios, comenzó la fase de restauración, estabilización estructural y verticalización asignada a la empresa de ingeniería Ennde dirigida por Carlos Pérez, y en cuyos trabajos se utilizaron tecnologías avanzadas de diseño y fabricación 3D. A pesar de que la investigación no había concluido y nunca habían sido expuestos, fueron trasladados al Museo Reina Sofía de Madrid para la exposición temporal Picasso 1906 entre el 15 de noviembre de 2023 y el 4 de marzo de 2024, inaugurada por los reyes Felipe VI y Letizia Ortiz donde pudieron observarse por primera vez en vertical.Tras la revisión del impacto en los bronces de su primera exposición museística por parte de los investigadores,finalmente, fueron expuestos por primera vez en Córdoba, en el Museo Arqueológico de manera permanente desde el 9 de octubre de 2024.